# Canifa pallipennis
Canifa pallipennis es una especie de coleóptero de la familia Scraptiidae.

## Distribución geográfica
Habita en el Lago Superior (Estados Unidos).